# Revier (Wassersport)
Segler und andere Freunde der freizeitmäßigen Fortbewegung auf dem Wasser verstehen unter einem Revier ein bestimmtes Gewässer oder Teil eines Gewässers, das sich von anderen Revieren entweder durch unterschiedliche Verkehrsregeln oder geographische Entfernung oder beides unterscheidet, und auf dem es üblich und erlaubt ist, die jeweilige Form des Wassersports auszuüben, beispielsweise
- Kitesurfen
- Paddeln
- Rudern
- Motorbootfahren
- Segeln
- Wasserski
- Windsurfen, wobei Surfer meist vom Surfspot sprechen

Es kann sich nicht nur um Binnengewässer oder Küstengewässer handeln, sondern im Gegensatz zu dem, was ein Nautiker unter Revier versteht, kann durchaus die offene See mitten auf dem Atlantik damit gemeint sein.